# Chiesa di San Nicolò Vescovo (Palazzolo Acreide)
La Chiesa di San Nicolò Vescovo, nota anche semplicemente come Chiesa Madre, è un edificio religioso sito a Palazzolo Acreide, nel libero consorzio comunale di Siracusa e arcidiocesi di Siracusa.

## Descrizione e storia
Si tratta dell'edificio di culto più antico e più grande del paese, risultando fondato nel 1215, e uno dei più grandi dell'arcidiocesi. Ha un impianto basilicale a tre navate, con ampio transetto e abside, due cappelle laterali, otto altari, un presbiterio ligneo e una monumentale sagrestia. Sono presenti numerose opere d'arte, tra cui la pala dell'altare maggiore dedicato a san Nicola, un Sant'Ippolito attribuito a Marco Minniti (allievo di Caravaggio), una croce medievale con il volto in rilievo, una Sacra famiglia. All'interno sono altresì presenti il simulacro del Cristo alla Colonna, di san Giuseppe, di san Nicolò vescovo e di san Luigi Gonzaga.